# Charles Lloyd

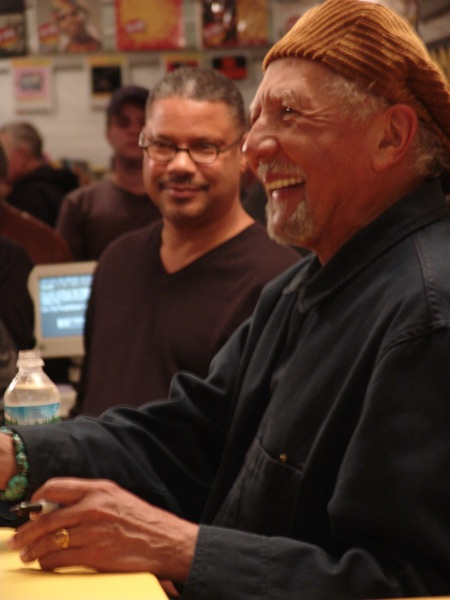
Charles Lloyd (Monterey Jazz Festival 2006)

Charles Lloyd (* 15. März 1938 in Memphis, Tennessee) ist ein US-amerikanischer Tenorsaxophonist und Flötist des Modern Jazz. Schon Mitte der 1960er Jahre brachte er die Errungenschaften des modalen Jazz mit einer an der Rockmusik orientierten Rhythmik zusammen und eroberte mit seiner Mischung aus Jazz, Rock, Blues und Folk Music als erster Jazzmusiker in Amerika und Europa das junge Rock-Publikum.

## Leben und Wirken
Lloyd spielte 1955 erste professionelle Gigs mit Terry Trotter und Don Cherry. Seit 1956 studierte er an der University of Southern California Komposition und lernte Musiker wie Eric Dolphy, Ornette Coleman, Charlie Haden, Billy Higgins, Bobby Hutcherson oder Frank Strozier kennen. Ende der 1950er Jahre spielte er in der Band von B. B. King und bei Bobby Blue Bland. Anfang der 1960er Jahre wurde er Mitglied der Band von Gerald Wilson und im kammermusikalischen Quintett von Chico Hamilton; bei Hamilton wurde er rasch zum Hauptkomponisten.
Nach einer kurzen Zeit Mitte der 1960er Jahre beim Cannonball Adderley Sextet gründete er zusammen mit den späteren Jazzstars Keith Jarrett, Cecil McBee und Jack DeJohnette sein eigenes Quartett. Nach Tourneen in Europa (einschließlich des damaligen Ostblocks) und Auftritten auf dem Newport und dem Monterey Jazz Festival wurde das Quartett aufgrund geschickten Marketings und breit gefächertem Repertoires extrem populär. Die Musik des Quartetts erreichte ein Publikum auch über den Jazz hinaus und ermöglichte ihm beispielsweise einen Auftritt im Fillmore West, wo sonst fast ausnahmslos bekannte Größen aus der Rockmusik gastierten. Anstelle von McBee war bereits 1967 Ron McClure Mitglied des Quartetts geworden, das sich 1969 auflöste. Lloyd zog sich – abgesehen von vereinzelten Aufnahmen (teilweise zusammen mit Musikern der Beach Boys) – aus der Szene zurück und arbeitete als Lehrer für Transzendentale Meditation.

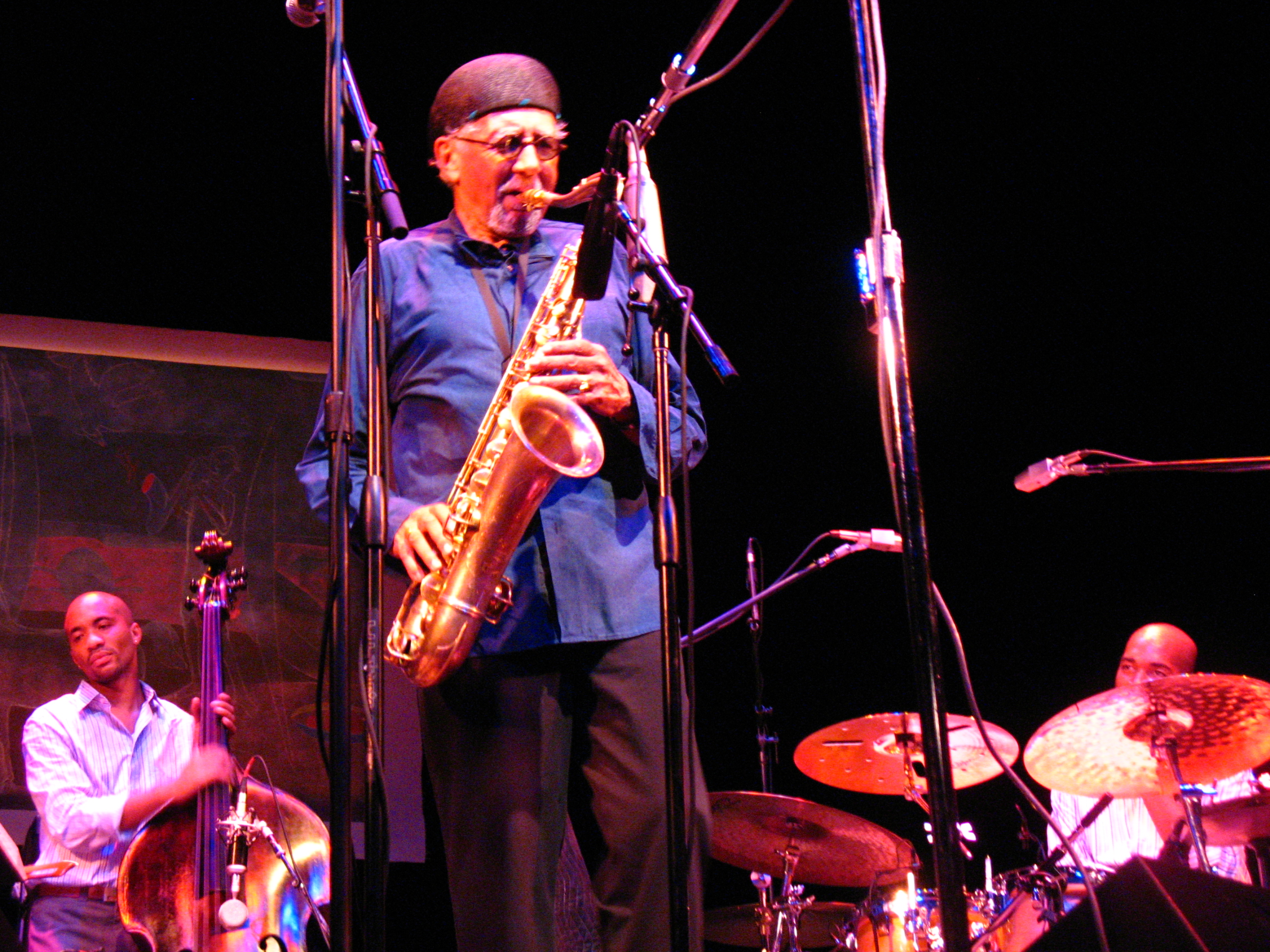
Charles Lloyd (2006 mit Reuben Rogers und Eric Harland, Foto: Scott Williams)

In den 1980er Jahren überzeugte ihn Michel Petrucciani zu einer Rückkehr ins Musikgeschäft. Nach erfolgreichen Platten mit Petrucciani für das Elektra-Label und Blue Note Records wechselte Lloyd Ende der 1980er Jahre zu ECM. Dort spielte er zunächst teilweise mit skandinavischen Musikern aus dem ECM-Stamm zusammen. Seit 1999 arbeitet er wieder üblicherweise mit rein amerikanischen Bands, in denen er mit Musikern wie z. B. Billy Higgins, Ralph Peterson, Geri Allen, Larry Grenadier, Brad Mehldau, Jason Moran oder Eric Harland zusammenspielte. Seit 2007 besteht sein New Quartet mit Jason Moran, Reuben Rogers und Eric Harland; daneben tritt er auch in anderen Konstellationen auf.
Lloyd vermag auf dem Saxophon und auf der Querflöte virtuos und zugleich sehr einprägsam zu spielen. Auf dem Tenorsaxophon beispielsweise sind die Einflüsse von Lester Young und Coleman Hawkins mit der hymnischen Haltung von John Coltrane geschickt und unterhaltsam verknüpft. Daneben setzt er gelegentlich auch das Taragato und die Gyaling, die tibetische Form der Oboe, ein. „Coltrane hat das Element der Spiritualität in die Musik eingebracht. Das hat mich geprägt,“ bekannte der Saxophonist in einem Interview.
Der Film Charles Lloyd: Arrows Into Infinity (2012) folgt der langen und glanzvollen Karriere von Charles Lloyd.

## Diskografie (Auswahl)
| Titel                                | Jahr | Label     | Anmerkungen |
| ------------------------------------ | ---- | --------- | --- |
| Discovery! The Charles Lloyd Quartet | 1964 | Columbia  | mit Don Friedman (Piano), Eddie Khan (Bass), Richard Davis (Bass), Roy Haynes, J. C. Moses (Schlagzeug)                                                   |
| Of Course of Course                  | 1965 | Columbia  | mit Gábor Szabó (Gitarre), Ron Carter (Bass), Tony Williams (Schlagzeug), Albert Stinson (Bass), Pete LaRoca (Schlagzeug), Robbie Robertson (Gitarre)     |
| Dream Weaver                         | 1966 | Atlantic  | mit Jack DeJohnette (Schlagzeug), Keith Jarrett (Piano), Cecil McBee (Bass)                                                                               |
| Forest Flower                        | 1966 | Atlantic  | Live beim Monterey Jazz Festival 1966 / mit Jack DeJohnette (Schlagzeug), Keith Jarrett (Piano), Cecil McBee (Bass), Ron McClure (Bass)                   |
| Waves                                | 1972 | A&M       | mit Gábor Szabó (Gitarre), Roger McGuinn (Gitarre), Mike Love (Gesang) u. a.                                                                              |
| Montreux ’82                         | 1982 | Elektra   | Live beim Montreux Jazz Festival Juli 1982 / mit Michel Petrucciani (Piano), Palle Danielsson (Bass), Sonship Theus (Schlagzeug)                          |
| A Night in Copenhagen                | 1983 | Blue Note | Live in Kopenhagen 11. Juli 1983, mit Michel Petrucciani (Piano), Palle Danielsson (Bass), Woody Sonship Theus (Schlagzeug) sowie Bobby McFerrin (Gesang) |
| Fish out of Water                    | 1989 | ECM       | mit Bobo Stenson (Piano), Palle Danielsson (Bass), Jon Christensen (Schlagzeug)                                                                           |
| Notes from Big Sur                   | 1991 | ECM       | mit Bobo Stenson (Piano), Anders Jormin (Bass), Ralph Peterson (Schlagzeug)                                                                               |
| Acoustic Masters Vol. 1              | 1993 | Atlantic  | mit Cedar Walton (Piano), Buster Williams (Bass), Billy Higgins (Schlagzeug)                                                                              |
| The Call                             | 1993 | ECM       | mit Bobo Stenson (Piano), Anders Jormin (Bass), Billy Hart (Schlagzeug)                                                                                   |
| All My Relations                     | 1994 | ECM       | mit Bobo Stenson (Piano), Anders Jormin (Bass), Billy Hart (Schlagzeug)                                                                                   |
| Canto                                | 1996 | ECM       | mit Bobo Stenson (Piano), Anders Jormin (Bass), Billy Hart (Schlagzeug)                                                                                   |
| Voice in the Night                   | 1999 | ECM       | mit John Abercrombie (Gitarre), Dave Holland (Bass), Billy Higgins (Schlagzeug)                                                                           |
| The Water Is Wide                    | 2000 | ECM       | mit Brad Mehldau (Piano), John Abercrombie (Gitarre), Larry Grenadier (Bass), Billy Higgins (Schlagzeug, DE: Gold (German Jazz Award))                    |
| Hyperion with Higgins                | 2001 | ECM       | mit Brad Mehldau (Piano), John Abercrombie (Gitarre), Larry Grenadier (Bass), Billy Higgins (Schlagzeug)                                                  |
| Lift Every Voice                     | 2002 | ECM       | mit Geri Allen (Piano), John Abercrombie (Gitarre), Marc Johnson (Bass), Larry Grenadier (Bass), Billy Hart (Schlagzeug)                                  |
| Jumping the Creek                    | 2004 | ECM       | mit Geri Allen (Piano), Robert Hurst (Bass), Eric Harland (Perkussion)                                                                                    |
| Sangam                               | 2006 | ECM       | Live Mai 2004 mit Zakir Hussain (Tabla, Perkussion) und Eric Harland (Perkussion, Piano)                                                                  |
| Rabo de Nube                         | 2008 | ECM       | mit Jason Moran (Piano), Reuben Rogers (Bass), Eric Harland (Perkussion)                                                                                  |
| Athens Concert                       | 2011 | ECM       | mit Maria Farantouri (Gesang), Jason Moran (Piano), Reuben Rogers (Bass), Eric Harland (Perkussion), Socratis Sinopoulos (Lyra), Takis Farazis (Piano)    |
| Hagar’s Song                         | 2012 | ECM       | mit Jason Moran (Piano und Tamburin) |
| Manhattan Stories                    | 2014 | Resonance | Live-Aufnahmen aus dem Jahr 1965 mit Gábor Szabó (Gitarre), Ron Carter (Bass), Pete LaRoca (Schlagzeug)                                                   |
| Wild Man Dance                       | 2015 | Blue Note | Live-Aufnahme 2013, mit Gerald Clayton (Piano), Miklós Lukács (Cimbalom), Socratis Sinopoulos (Lyra), Joe Sanders (Bass), Gerald Cleaver (Schlagzeug)     |
| I Long to See You                    | 2015 | Blue Note | mit The Marvels [Bill Frisell & Greg Leisz (Gitarren), Reuben Rogers (Bass), Eric Harland (Schlagzeug)] sowie Willie Nelson bzw. Norah Jones              |
| Passin’ Thru                         | 2017 | Blue Note | Charles Lloyd New Quartet |
| Vanished Gardens                     | 2018 | Blue Note | mit The Marvels und Lucinda Williams |
| Tone Poem                            | 2021 | Blue Note | mit The Marvels [Bill Frisell & Greg Leisz (Gitarren), Reuben Rogers (Bass), Eric Harland (Schlagzeug)]                                                   |
| Chapel                               | 2022 | Blue Note | mit Bill Frisell, Thomas Morgan Jahrespreis Preis der deutschen Schallplattenkritik                                                                       |